# جوزيف ناواهي
جوزيف كاهو أولوهي ناواهي (13 يناير 1842 – 14 سبتمبر 1896)، المعروف أيضًا باسمه الهاوايي الكامل، يوسيبا كاهو أولوهي ناوايوكلاني أوبو، قائدًا قوميًا من هاواي، ومشرعًا ومحاميًا، وناشرًا، ورسامًا. ينظر إلى ناواهي باعتبارًا قوميًا مؤثرًا من هاواي، وذلك نظرًا لمسيرته السياسية الطويلة خلال حكم النظام الملكي، والدور المهم الذي لعبه في المقاومة والمعارضة للإطاحة به.
ولد ناواهي في جزيرة هاواي، وتلقى تعلميه الرسمي في المدارس التبشيرية البروتستانتية التابعة للجزر. بدأ حياته المهنية مدرسًا في مدرسة هيلو الداخلية، وأصبح فيما بعد محاميًا متعلمًا ذاتيًا. كان أيضًا فنانًا بارعًا، وكان أحد الرسامين المحليين القلائل في هاواي الذين اتبعوا الرسم الغربي في أعمالهم خلال القرن التاسع عشر. بعد دخوله ميدان السياسة في عام 1872 بوصفه عضوًا في مجلس النواب، مثل مسقط رأسه في بونا، ولاحقًا مثل هيلو في المجلس التشريعي في مملكة هاواي لعقدين من الزمان. خلال خدمته في في الجمعية التشريعية النهائية في الفترة بين عامي 1892 و1893، أصبح زعيمًا سياسيًا للفصيل الليبرالي في الحكومة. عزز مكانته زعيمًا في معارضة دستور بايونت غير الشعبي لعام 1887، ومدافعًا عن فكرة القومية الهاوايية والحكم الذاتي. إلى جانب وليام بونو وايت، كان مؤلفًا رئيسيًا لدستور عام 1893 لمقترح مع الملكة ليلي أوكالاني. حصل الاثنان على وسام القادة الفرسان بأمر كالاكاوا الملكي، وذلك لخدماتهم وإسهاماتهم بحق النظام الملكي. بعد ثلاثة أيام من محاولة لإصدار الدستور، أطيح بالملكة في انقلاب تم للإطاحة بمملكة هاواي في 17 يناير 1893.
خلال الحكومة المؤقتة في هاواي وجمهورية هاواي التي تبعتها، بقي ناواهي مواليًا للنظام الملكي الراحل. انتخب رئيسًا لهوي ألوها أينا (الرابطة الوطنية الهاوايية)، وهي منظمة وطنية تأسست بعد الإطاحة بالملكية لمعارضة سياسة الضم. أسس هو وزوجته إيما ناوازي (زعيمة سياسية بحكم حقها الشخصي) صحيفة مناهضة للضم اسمها كي ألوها أينا.
في ديسمبر 1894، ألقت الجمهورية القبض على ناواهي وسجنته بتهمة الخيانة. حصل على براءة وأطلق سراحه، ولكنه توفي 14 سبتمبر بسبب مرض السل الذي أصيب به خلال فترة سجنه. ضر مؤيدوه وأصدقاؤه مراسم جنازته في هونولولو وهيلو؛ حتى أعداؤه السابقون وحكومة الجمهورية اعترفوا بمساهماته الهامة كوطني من هاواي.

## نشأته وتعليمه
ولد جوزيف (أو يوسيبا) كاهو أولوهي ناوايوكلاني أوبو، في 13 يناير 1842 في قرية كايمو، المعروفة باسم «أرض الرمال المزخرفة» في منطقة بونا، الواقعة في الركن الجنوبي الشرقي لجزيرة هاواي. والداه ناوايوكلاني أوبووكياولالو (المعروفان أيضًا باسم كيوليكيني). ولد في عائلة من طبقة قادة كاكاو ألي، التابعين لكبار القادة أو ألي نور، نادرًا ما برز نسب ناواهي (ألي) خلال حياته. كان والده من بين أنساب قادة حرس الملك كالاني أوبو في القرن الثامن عشر، الذي حاول المستكشف البريطاني الكابتن جيمس كوك اختطافه في خليج يالاكيكوا في عام 1779، قبل وفاته على يد الهاواييين. بعد فترة وجيزة من ولادته، تبناه حسب العرف الهاوايي (هاناي) عمه أخ والده جوزيف باكاولا، وهو مدرس في مدرسة ابتدائية، أصبح لاحقًا المعلم الأول لابنه في التبني في مدرسة أيكالا.
في سنة 1853، في سن الحادية عشرة، التحق ناواهي بمدرسة هيلو الداخلية، وهي مدرسة مهنية تابعة للبعثات البروتستانتية، تحت رعاية وإرشاد القس التبشيري الأمريكي دايفيد بلدن ليمان. أسست هذه المدرسة سنة 1835 على يد لايمن وزوجته ليعلموا الصبية المحليين من هاواي الحرف اللازمة للتكيف مع هاواي الحديثة التي تدخل عصر الصناعة. تعلم الطلاب المثل العليا لأخلاقيات العمل البروتستانتية الأمريكية، وطلب منهم أداء عمل يدوي لدفع أجور المدرسة الداخلية. أصبحت المدرسة نموذجًا لبقية مدارس الجزر، وأثرت بالشاب من أصل تبشيري ساوميل سي. أرمسترونغ، الذي أسس جامعة هامبتون لتعليم العبيد المحررين بعد الحرب الأهلية الأمريكية. في سنة 1857، التحق ناواهي بمدرسة لاهنلونا في ماوي، حيث تتلمذ على يد جيه. إف. بوكو وإل. أنالو. بعد تخرجه من لاهينالونا في سنة 1861، قرر متابعة دراسته في مدرسة القائد في كاهونا (المعروفة أيضًا باسم المدرسة الملكية لسنوات عديدة تحت وصاية القس إدوارد جي. بيكويذ.
بعد إنهاء تعليمه الرسمي، عاد ناواهي إلى جزيرة هاواي وعمل معلمًا، مؤسسًا مدرسته الداخلية في بيهونوا سنة 1863. وظفه لاحقًا المدير ليمان ليصير مساعدًا للمدير في مدرسته الأم، مدرسة هيلو الداخلية. رغم كون ناواهي متعلمًا ومتأثرًا لدرجة كبيرة بالمبشرين الأمريكيين، إلا أنه بقي مخلصًا لجذوره الهاوايية، واتضح ذلك من معارضته السياسية اللاحقة للمتحدرين من المرسلين التبشيريين. حسب المؤرخ جون كاماكاويو أولي أوسوريو، «كان الوعيد الحيّ للبعثة الكالفينية، وأنموذجًا لتعارضاتها. كان من السكان الأصليين المسيحيين، ومع ذلك، كان معارضًا شديدًا مدى الحياة لسياسة الضم». أشار المؤرخ نونو كيه. سيلفا إلى أن «نواهي احتفظ بهوية كاناكا خاصته، في حين أنه أدخل المسيحية في حياته وفلسفته».
إذ استمر في مساعيه الفكرية، أصبح ناواهي محاميًا متعلمًا ذاتيًا ومعاينًا، إذ اكتسب مهارات هاتين المهنتين دون تلقي تعليم رسمي. مع بلوغه الثلاثين من العمر، كان قد حصل على رخصة مزاولة مهنة المحاماة في محاكم المملكة. مكنته وظيفته القانونية من دخول عالم السياسة.

## حياته الشخصية
تزوج ناواهي مرتين. في 17 يناير 1862، تزوج امرأة من هاواي تدعى ميليانا كياكاهيوا، ماتت بعيد زواجهما. ذكرت النعوة المدرجة صحيفة كا ماكاينانا الناطقة باللغة الهاوايية أن هذا الزواج الأول انتهى بالطلاق، وأن زوجته الأولى نجت منه. تزوج ثانية في هيلو في 17 فبراير 1881 من إيما أيما أي. كانت نصف هاوايية نصف صينية، وهي ابنة إحدى زعيمات هيلو، ووالدها تونغ يي، رجل أعمال صيني ومؤسس مزرعة لقصب السكر في باوكا. لاحقًا في حياتها، أصبحت إيما زعيمة سياسية مهمة. أنجب الزوجان ثلاثة أبناء من بينهم ألبير كاهيوا ناواهي (1881 – 1904)، وألكسندر كايوكالاني ناواهي (1883 – 1942)، وجوزيف ناواهي الابن (1885 – 1888). له اليوم من أبنائه تعيش حتى هذا اليوم. تبنوا أيضًا ابنة اسمها إميلين كاليوناموكو «كالي» ناواهي (1877 – 1901)، توفيت خلال التحاقها بمدرسة دير القديس أندرو في هونولولو.

## مسيرته السياسية
دخل ناواهي ميدان السياسة للمرة الأولى خلال السنة الأخيرة من حكم الملك كاميهاميها الخامس. في 14 فبراير 1872، أبلغ عن انتخابه عضوًا في مجلس النواب، وهو المجلس الأدنى في الهيئة التشريعية في هاواي، لمقاطعة بونا. خلال هذه الولاية الأولى، توفي كاميهاميها الخامس دون تسمية وريث، وانتخب هو وزملاؤه المشرعون بالإجماع لوناليلو المشهور للعرش. تجدر الإشارة إلى أن الملك الجديد توفي في سنة 1874 عقب حكم لم يدم طويلًا، دون أن يسمي له خلفًا أيضًا، مما دفع لمشرعين إلى عقد اجتماع وانتخاب ملك جديد مرة أخرى. كان ناواهي حينها في فترة ولايته الثانية، أحد المشرعين الستة الذين أدلوا بأصواتهم لصالح ملكة هاواي المهزومة إيما. صعد كالاكوا، الذي فاز في الانتخابات التشريعية، العرش كثاني ملك منتخب في هاواي في أعقاب أعمال الشغب في دار الحكومة في هونولولو التي قادها مؤيدو إيما المهزومة.